# Walter König (Politiker, April 1908)
Walter König (* 9. April 1908 in Nidau; † 4. Juli 2003 in Biel, reformiert, heimatberechtigt in Wiggiswil) war ein Schweizer Politiker (SP).

## Leben
Walter König kam am 9. April 1908 in Nidau als Sohn des Maschinisten Rudolf König und der Maria geborene Gasser zur Welt. Nach Schulbesuchen in Biel absolvierte Walter König in den Jahren 1924 bis 1927 eine Banklehre in der Volksbank, ehe er 1931 das Diplom als Stenografielehrer erwarb. Anschliessend belegte er zwischen 1932 und 1933 Studien in Paris und London, bis er 1933 zusätzlich das Handelslehrerdiplom erhielt.
In der Folge wurde Walter König in Biel 1934 als städtischer Finanzsekretär, 1939 als Polizeiadjunkt, betraut mit dem Aufbau des Bieler Luftschutzes, und schliesslich 1943 als Polizeiinspektor eingesetzt. In den Jahren 1973 bis 1974 sorgte sein um das Erbe der Schaustellerin Marguerite Weidauer-Wallenda geführter Prozess für Aufsehen, der vor dem Obergericht mit einem Vergleich endete.
Walter König heiratete in erster Ehe 1936 die 1963 verstorbene Margaritha Maria Josefa, Tochter des Friedrich Alois Grediger, in zweiter Ehe 1965 Elleonora, die Tochter des Max Jakob Walther. Er verstarb am 4. Juli 2003 drei Monate nach Vollendung seines 95. Lebensjahres in Biel.

## Politischer Werdegang
Walter König trat im Jahr 1946 der Sozialdemokratischen Partei bei. 1953 erfolgte seine Wahl in den Bieler Gemeinderat, in dem er 1956 zum Direktor der Polizei und Industriellen Betriebe bestellt wurde, bevor er 1957 von der bürgerlichen Mehrheit auf die Fürsorgedirektion versetzt wurde, wo er die Stiftung Wohnungsfürsorge für betagte Einwohner Biels ins Leben rief, der er zwischen 1958 und 1978 als Präsident vorstand, und vier Alterssiedlungen baute. Von 1960 bis 1965 amtierte er als  Finanzdirektor dank SP-Mehrheit im Stadtrat. In den Jahren 1960 und 1964 verlor er die Stadtpräsidentenwahl gegen Fritz Stähli.
Daneben vertrat er seine Partei zwischen 1950 und 1962 im Berner Grossen Rat. Im Jahr 1964 scheiterte seine Wahl zum Regierungsrat. Darüber hinaus nahm er für den Kanton von 1959 bis 1965 Einsitz in den Nationalrat. Dazu fungierte er von 1965 bis 1974 als Direktor des Bundesamts für Zivilschutz, wo er den Vollausbau der Zivilschutzanlagen realisierte, sowie von 1960 bis 1978 als Präsident des Spitalverbands Biel.